# Белілешть (Арджеш)
Белілешть, Белілешті (рум. Bălilești) — село у повіті Арджеш в Румунії. Входить до складу комуни Белілешть.
Село розташоване на відстані 114 км на північний захід від Бухареста, 23 км на північ від Пітешть, 121 км на північний схід від Крайови, 84 км на південний захід від Брашова.

## Населення
За даними перепису населення 2002 року у селі проживали 506 осіб, з них 503 особи (99,4%) румунів. Усі жителі села рідною мовою назвали румунську.